# Travis Ford
Travis Ford (Madisonville, 29 dicembre 1969) è un allenatore di pallacanestro ed ex cestista statunitense.

## Carriera
Con gli Stati Uniti ha disputato le Universiadi di Buffalo 1993.

## Filmografia
- Un canestro per due (The 6th Man), regia di Randall Miller (1997)